# Zurzach (distrikt)
Zurzach är ett distrikt i kantonen Aargau i Schweiz.

## Geografi

### Indelning
Zurzach är indelat i 15 kommuner:
- Böttstein
- Döttingen
- Endingen
- Fisibach
- Full-Reuenthal
- Klingnau
- Koblenz
- Leibstadt
- Lengnau
- Leuggern
- Mellikon
- Schneisingen
- Siglistorf
- Tegerfelden
- Zurzach